# Mesene margaretta
Mesene margaretta är en fjärilsart som beskrevs av White 1843. Mesene margaretta ingår i släktet Mesene och familjen Riodinidae. Inga underarter finns listade i Catalogue of Life.